# Institut équin d’Ypäjä
L’ institut équin d’Ypäjä est un établissement finlandais d’éducation agricole spécialisé dans les arts équins. Il offre des programmes d’éducation professionnelle dès les bases jusqu’aux hauts niveaux de spécialisation. 

## Présentation
L’institut équin d'Ypäjä est situé dans la municipalité d’Ypäjä dans le sud-ouest de la Finlande, dans la région du Kanta-Häme. Sa longue histoire se laisse voir dans l’adresse de l’institut : on le trouve sur Siittolanmäki (la colline du haras) à Kartanonkylä : on y élève des chevaux depuis les années 1700.  
En 1924 les locaux du manoir du Kartanonkylä abritent  l’institut du service équin pour l’armée militaire du pays et dans les années 1930 le haras de l’état finlandais commence son travail  pour la promotion d’élevage des chevaux et pour l’éducation des professionnels dans les différents fonctions équins. Le haras produit et élève principalement des chevaux finlandais, et chaque été un certain nombre de poulains sont toujours nés. 
L’institut équin d’Ypäjä a été fondé en 1993 pour continuer le travail de plusieurs anciens établissements équins. Ses propriétaires sont l’État finlandais, les municipalités voisins Forssa, Jokioinen et Ypäjä aussi bien que l’association des haras nationaux (Suomen Hippos) et celle de cavaliers finlandais (Suomen Ratsastaijainliitto). Avec ses 250 élèves annuellement et ses étables qui peuvent abriter 400 chevaux, l’institut équin d’Ypäjä est aujourd’hui le plus important dans son genre dans les pays nordiques et il fonctionne en collaboration avec la section équine du MTT (Maa- ja elintarviketeollisuuden tutkimuskeskus), le centre finlandais pour recherches des industries agricoles et alimentaires. Aussi, depuis le temps du maréchal Mannerheim, plusieurs présidents finlandais ont laissé leurs chevaux vivre et travailler dans les étables du collège. L'addition le plus récent de ce type est la jument finlandais Ypäjä Tarja, qui a été donné en cadeau au président Halonen en 2004. 
Depuis 2009 les lieux de l’institut d’Ypäjä font partie d’un milieu historique protégé de niveau national comprenant le manoir de Jokioinen et le paysage cultivée de la vallée de la Loimijoki,.

## Sources
- Le portail de l’institut équin d’Ypäjä

1. ↑  Le portail web d'Ypäjä : Presidenttien hevoset (Les chevaux de présidents)
2. ↑  Valtakunallisesti merkittävät rakennetut kulttuuriympäristöt/Jokioinen, Ypäjä.
3. ↑  Museovirasto, Valtakunallisesti merkittävät rakennetut kulttuuriympäristöt/Ypäjä, Valtion hevosjalostuslaitos